# マイク・オズボーン
マイク・オズボーン（Mike Osborne、1941年9月28日 - 2007年9月19日）は、1960年代および1970年代にブラザーフッド・オブ・ブレスのメンバーを務めたイングランドのジャズ・アルト・サックス奏者、ピアニスト、クラリネット奏者である。

## 略歴
マイク・オズボーンはヘレフォードで生まれ、グロスタシャーのウィクリフ大学とギルドホール音楽演劇学校に通った。1962年から1972年まで、オズボーンはマイク・ウェストブルック・バンドに属していた。この頃、マイケル・ギブス、マイク・クーパー、スタン・トレイシー、ケニー・ホイーラー、ハンフリー・リッテルトン、アラン・スキドモア、ジョン・サーマン、ハリー・ミラー、アラン・ジャクソン（ドラム）、ジョン・マンフォード（トロンボーン）、ライオネル・グリッグソンなどのミュージシャンとも仕事をした。1974年から1975年の間、オズボーンはジョン・サーマンとアラン・スキドモアとのサックス・トリオ「S.O.S.」の一角を担っていた。彼らはアルバムや、BBCラジオやテレビのセッションを録音し、ヨーロッパでの広範囲にわたるツアーを行った。
1982年、健康上の問題が彼のキャリアの終わりを早め、ヘレフォードへと戻り、そこで2007年に65歳で亡くなるまで世話を受けていた。

## ディスコグラフィ

### リーダー・アルバム
- Outback (1970年、Turtle) ※マイク・オズボーン・クインテット名義。with クリス・マクレガー (ピアノ)、ハリー・ミラー (ベース)、ルイス・モホロ (ドラム)[5]
- Original (1973年、Cadillac) ※with スタン・トレイシー
- Border Crossing (1974年、Ogun) ※マイク・オズボーン・トリオ名義
- All Night Long (Live at Willisau) (1976年、Ogun) ※マイク・オズボーン・トリオ名義
- Tandem: Live at the Bracknell Festival (1977年、Ogun) ※with スタン・トレイシー
- Marcel's Muse (1977年、Ogun) ※マイク・オズボーン・クインテット名義
- Shapes (1995年、Future Music)
- Force of Nature (2008年、REEL)

ブラザーフッド・オブ・ブレス
- 『ブレーメン・トゥ・ブリッジウォーター』 - From Bremen to Bridgewater (2004年、Cuneiform) ※1971年/1975年録音
- Eclipse at Dawn (2008年、Cuneiform) ※1971年録音

バリー・ガイ/ロンドン・ジャズ・コンポーザーズ・オーケストラ
- Ode (1972年、Incus)

ジョン・サーマン
- 『ジョン・サーマン』 - John Surman (1969年、Deram)
- 『ハウ・メニー・クラウズ・キャン・ユー・シー?』 - How Many Clouds Can You See? (1970年、Deram)

マイク・ウェストブルック
- Release (1969年、Deram)
- 『マーチング・ソング Vol.1/Vol.2』 - Marching Song – Volumes 1 And 2 (1969年、Deram)

マイケル・ギブス
- 『マイケル・ギブスの壮挙』 - Michael Gibbs (1970年、Deram)

マイク・クーパー
- "Your Lovely Ways" (1970年、Dawn) ※シングル
- "Too Late Now" (1971年、Dawn) ※シングル
- Life and Death in Paradise (1974年、Fresh Air)

アラン・スキドモア
- 『TCB』 - TCB (1970年、Philips)

ケニー・ホイーラー
- Song for Someone (1973年、Incus)

ハリー・ミラー（Harry Miller’s Isipingo）
- Family Affair (1977年、Ogun)
- Which Way Now: Live in Bremen 1975 (2006年、Cuneiform)

ノーマ・ウィンストン
- 『エッジ・オヴ・タイム』 - Edge of Time (1972年、Argo)

## 書誌
- イアン・カー: Music Outside: Contemporary Jazz in Britain, 2nd edition (London: Northway Publications, 2007) ISBN 978-0-9550908-6-8